# Бивер (тауншип, округ Филмор, Миннесота)
Бивер (англ. Beaver) — тауншип в округе Филмор, Миннесота, США. На 2000 год его население составило 243 человека.

## География
По данным Бюро переписи населения США площадь тауншипа составляет 93,4 км², из которых 93,4 км² занимает суша, водоёмов нет.

## Демография
По данным переписи населения 2000 года здесь находились 243 человека, 93 домохозяйства и 67 семей.  Плотность населения —  2,6 чел./км².  На территории тауншипа расположено 99 построек со средней плотностью 1,1 построек на один квадратный километр. Расовый состав населения: 100,00 % белых. Испанцы или латиноамериканцы любой расы составляли 1,65 % от популяции тауншипа.
Из 93 домохозяйств в 32,3 % воспитывались дети до 18 лет, в 64,5 % проживали супружеские пары, в 4,3 % проживали незамужние женщины и в 26,9 % домохозяйств проживали несемейные люди. 23,7% домохозяйств состояли из одного человека, при том 11,8 % из — одиноких пожилых людей старше 65 лет. Средний размер домохозяйства — 2,61, а семьи — 3,13 человека.
30,0 % населения младше 18 лет, 6,6 % в возрасте от 18 до 24 лет, 24,7 % от 25 до 44, 23,5 % от 45 до 64 и 15,2 % старше 65 лет. Средний возраст — 38 лет. На каждые 100 женщин приходилось 100,8 мужчин.  На каждые 100 женщин старше 18 приходилось 102,4 мужчин.
Средний годовой доход домохозяйства составлял 40 625 долларов, а средний годовой доход семьи —  46 964 доллара. Средний доход мужчин —  38 750  долларов, в то время как у женщин — 26 250. Доход на душу населения составил 16 007 долларов. За чертой бедности находились 6,8 % семей и 9,1 % всего населения тауншипа, из которых 11,4 % младше 18 и 5,4 % старше 65 лет.